# Styltetårn
Styltetårn er et tårn på "stylter". Der er tale om en senmiddelalderlig tårntype, der navnlig er udbredt i Århus Stift og især på Djursland. Men eksempler findes dog også både i Vendsyssel og på Nordfyn. Kirketårnene er oftest tilbygninger til ældre kirker, og tårnet støder altid op mod skibets vestgavl. Styltetårnet er karakteristisk ved, at den oftest temmelig høje underetage er åben mod vest, idet det lukkede klokkestokværk ovenover bæres af et oftest rundbuet stik, udspændt mellem tårnets nord- og sydmur. I undtagelsestilfælde er nord- og sydmuren erstattet af piller, således at tårnets underdel er åben til tre sider. Klokkekammerets østmur hviler på skibets vestgavl. 
Der er på nuværende tidspunkt kendskab til 58 middelalderlige styltetårne i Danmark. 

## Kirker med styltetårn
- Albøge Kirke
- Blegind Kirke
- Dråby Kirke (Djursland)
- Ebdrup Kirke
- Egens Kirke
- Elsted Kirke
- Finderup Kirke
- Gylling Kirke
- Helgenæs Kirke
- Hoed Kirke
- Karlby Kirke (Norddjurs Kommune)
- Løvel Kirke
- Mesing Kirke
- Nimtofte Kirke
- Thorning Kirke
- Tirstrup Kirke
- Torrild Kirke
- Tulstrup Kirke
- Tånum Kirke
- Villersø Kirke
- Vilsted Kirke
- Voer Kirke (Norddjurs Kommune)
- Voldby Kirke (Hammel Kommune)
- tidligere St. Peder en Paul Kirke (billeder i WM Commons) i Ovezande, Borsele Kommune, Nederlandene
- Gaeta Domkirke (kampanile af 1148 –  billeder i WM Commons) i Lazio, Italien – 41°12′32.35″N 13°35′13.38″Ø / 41.2089861°N 13.5870500°Ø

## Kirker med styltetårn med senere lukket rundbue
- Agri Kirke
- Andst Kirke
- Bregnet Kirke
- Dover Kirke
- Falslev Kirke
- Feldballe Kirke
- Fuglslev Kirke
- Kragelund Kirke
- Nørre Onsild Kirke
- Ore kirke
- Saksild Kirke
- Skanderup Kirke (Skanderborg Kommune)
- Vistoft Kirke

## Kirker med nedrevne styltetårne
- Kolind Kirke
- Rolsø Kirke
- Stilling Kirke
- Storarden Kirke
- Sønder Aarslev Kirke
- Tjærby Ødekirke
- Ølsted Kirke (Århus Kommune)

## Gotisk styltetårn uden kirke
- Tour du Guet ("Vagttårnet" – billeder i WM Commons) i Calais, Doverstrædet